# Totenkirchl
Il    Totenkirchl    è una montagna alta 2 190 metri nella catena montuosa del Wilder Kaiser, nelle Alpi calcaree settentrionali dell'Austria, a est di Kufstein, nel Tirolo.
La montagna è una delle più famose delle Alpi calcaree settentrionali, con oltre 50 vie di arrampicata di III grado UIAA. È particolarmente nota per i suoi camini, tra cui il Camino Dülfer (Dülfer-Kamin), che prende il nome da Hans Dülfer. Il campo base per le escursioni sulla Totenkirchl è lo Stripsenjochhaus, di proprietà del Club Alpino austriaco (ÖAV).

## Geografia
La montagna appartiene al Wilder Kaiser e si trova immediatamente a sud dello Stripsenjoch ed è collegata al massiccio del Karlspitzen (con la cresta dell'Hintere Karlspitze) tramite la Winklerscharte. A est si trovano la Fleischbank e la Christaturm, in mezzo il Winkelkar con lo Schneeloch . A ovest sorge l'Hochkar Hoher Winkel, dietro di esso di fronte all'Haltstock la Kleine Halt. La montagna appartiene al comune di Kirchdorf in Tirol. A nord la Totenkirchl presenta una base scoscesa con un'ampia fascia di ghiaioni, mentre a nord-ovest forma una parete rocciosa interrotta da tre grandi terrazze. A est la montagna precipita con una parete alta circa 400 m verso il Winkelkar, sul versante ovest si trova una parete rocciosa alta 600 m sopra l'Hoher Winkel.

## Alpinismo
La montagna è una delle più famose per l'arrampicata nelle Alpi calcaree settentrionali, con oltre cinquanta percorsi di arrampicata di livello di difficoltà III secondo la scala UIAA. Le prime ascensioni, dopo due tentativi falliti, furono di Karl Babenstuber, Gottfried Merzbacher e della guida alpina Michael Soyer (detto Steinackerer) il 16 giugno 1881. Nel1885 fu scalata in solitaria del quindicenne Georg Winkler. La venticinquesima ascensione ebbe luogo nel 1893.  La parete ovest fu scalata per la prima volta da Dülfer e von Redwitz nel 1913.  È particolarmente nota e popolare come montagna d'arrampicata per i suoi numerosi camini, come il camino Dülfer che prende il nome da Hans Dülfer. Heinrich Fick e Fritz Christ furono i primi a salire sul camino Christ-Fick.
La parete ovest del Totenkirchl fu scalata per la prima volta nel 1908 da Giovanni Piaz detto il Diavolo delle Dolomiti, Klammer, Schietzokld e Schroffenegger. All'epoca questa escursione era considerata la via di arrampicata più difficile di tutte le Alpi. Paul Preuss la scalò per la prima volta nel luglio 1911, da solo, senza aiuti tecnici e senza equipaggiamento di sicurezza, e nel tempo record di due ore e mezza. All'epoca fu un avvenimento sensazionale. Il punto di partenza per le escursioni al Totenkirchl è lo Stripsenjochhaus dell'Associazione Alpina Austriaca (ÖAV). L'itinerario normale odierno Inizia allo Stripsenjoch ove a volte è difficile da scorgere. Il tempo di percorrenza da Stripsenjoch è di circa 4 ore, la difficoltà è II (molte volte) e ci sono diversi passaggi più lunghi fino a III+. A causa delle numerose salite, la roccia è in parte umida e soggetta a frane.
La prima vittima conosciuta del Totenkirchl fu Josef Ehret di Monaco di Baviera nell'ottobre 1892, il quale, nonostante tutti gli avvertimenti, non si lasciò dissuadere dalla conquista della vetta, difficile anche con buone condizioni meteorologiche, egli la affrontò da solo con il tempo umido, freddo e nebbioso.
Il 1° agosto 1925 la guida alpina Hans Fiechtl morì durante una scalata sullo Schneeloch, tra Fleischbank e il Totenkirchl. Si trattò del sesto incidente mortale avvenuto quell'anno nella regione del Wilder Kaiser. Una settimana prima, Fiechtl aveva accompagnato in vetta Resi Stöger, la figlia undicenne dell'oste del rifugio Stripsenjoch e il suo amico tredicenne Toni Steiner. I due ragazzi furono considerati i più giovani conquistatori della montagna.  Solo un giorno dopo la caduta mortale di Fiechtl, quattro turisti di Monaco morirono di sfinimento a causa di una tempesta di neve improvvisa.  La persona più anziana ad essere salita sulla cima del Totenkirchl fu Arno Loth di Rosenheim, al momento della salita aveva 86 anni.  Nel 1918 il Totenkirchl venne scalata per la prima volta da un turista con una sola gamba. 
Nel 1930 la montagna causò la morte di sette persone. Nel giro di un solo giorno morirono quattro giovani scalatori di Monaco.
Secondo una nota pubblicata nel giornale "Salzburger Volksblatt" del 1931, 130 alpinisti avevano perso la vita fino a quel momento mentre praticavano l'arrampicata nella regione del Wilder Kaiser e solamente sul Totenkirchl si verificarono 25 decessi.  Nell'agosto del 1938, tre alpinisti, un uomo e una donna, tutti e quattro di Monaco, morirono precipitando nei burroni. Nel 1942 una troupe del dipartimento cinematografico culturale della Wien-Film girò un reportage sul Totenkirchl, durante una pausa delle riprese, i partecipanti a questo progetto assisterono a un'emergenza alpina in cui persero la vita due rocciatori. A Hinterbärenbad, nel comune di Ebbs, non lontano dalla casa di un certo Anton Karg, fu eretto un monumento in memoria degli alpinisti caduti nella regione del Wilder Kaiser. Nel giugno del 1942, il Totenkirchl divenne teatro di un'operazione militare alpina da parte di un reparto di artiglieria da montagna incaricato di posizionare un cannone antiaereo su un terrazzamento.
Nel gennaio 2006, la guida alpina e alpinista d'alta quota austriaco Markus Kronthaler sopravvisse a una caduta da una grande altezza durante un'escursione invernale sul Tochtenkirchl senza riportare ferite gravi.  Solo quattro mesi dopo, Kronthaler morì tragicamente durante una spedizione al Broad Peak. L'ultimo incidente alpino mortale è avvenuto nel luglio 2023.